# Bitwa pod górą Tifata
Bitwa pod górą Tifata – pierwsze starcie zbrojne, które miało miejsce w roku 83 p.n.e. w czasie tak zwanej I wojny domowej w republikańskim Rzymie (83–82 p.n.e.).
Po zakończeniu wojny z Mitrydatesem w roku 85 p.n.e. Korneliusz Sulla na czele silnej armii obrał kurs na południe przeciwko konsulowi Gnejuszowi Papiriuszowi Karbonowi. Siły Sulli liczyły około 40 000 ludzi. Na stronę tego ostatniego przechodzili licznie przeciwnicy polityczni Gajusza Mariusza Młodszego, wśród nich Gnejusz Pompejusz, Cecyliusz Mettelus i Marek Licyniusz Krassus.
Walki między oboma przeciwnikami rozgorzały w Kampanii i trwały do roku 83 p.n.e. W tym też roku nowi konsulowie Rzymu: Gajusz Norbanus oraz Lucjusz Korneliusz Scypion Azjatycki zebrali ponad 80 000 ludzi (w większości cywilów i Italików) do obrony Rzymu.
W roku 83 p.n.e. Sulla wyruszył na Rzym na czele 45 000 ludzi. Przeciwko niemu działały oddzielnie oddziały popularów. Wykorzystując brak współdziałania obu przeciwników Sulla zdecydował się rozbić poszczególne korpusy ich wojsk. W okolicy góry Tifata armia Sulli natknęła się na wojska Norbanusa. W wyniku bitwy Norbanus poniósł klęskę, po której wycofał się do Kapui dzięki pomocy wojsk Mariusza Młodszego. Straty jego armii w bitwie wyniosły około 7000 zabitych i 6000 pojmanych do niewoli. Krótko po bitwie drugi z konsulów Lucjusz Scypion przeszedł na stronę Sulli.